# Marquesado de Ciutadilla

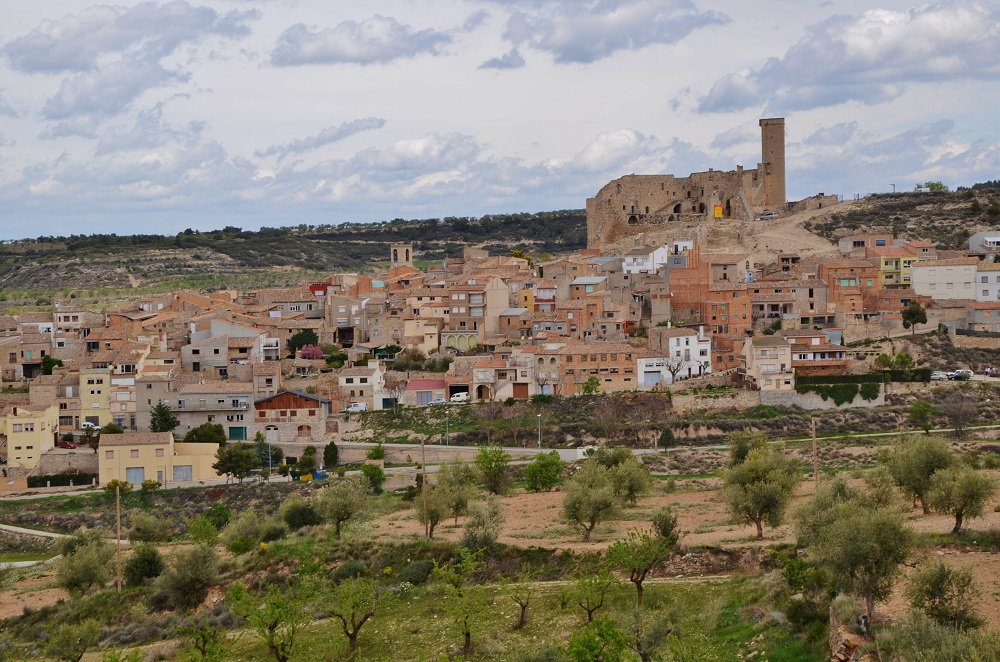
Castillo de Ciutadilla, provincia de Lérida.

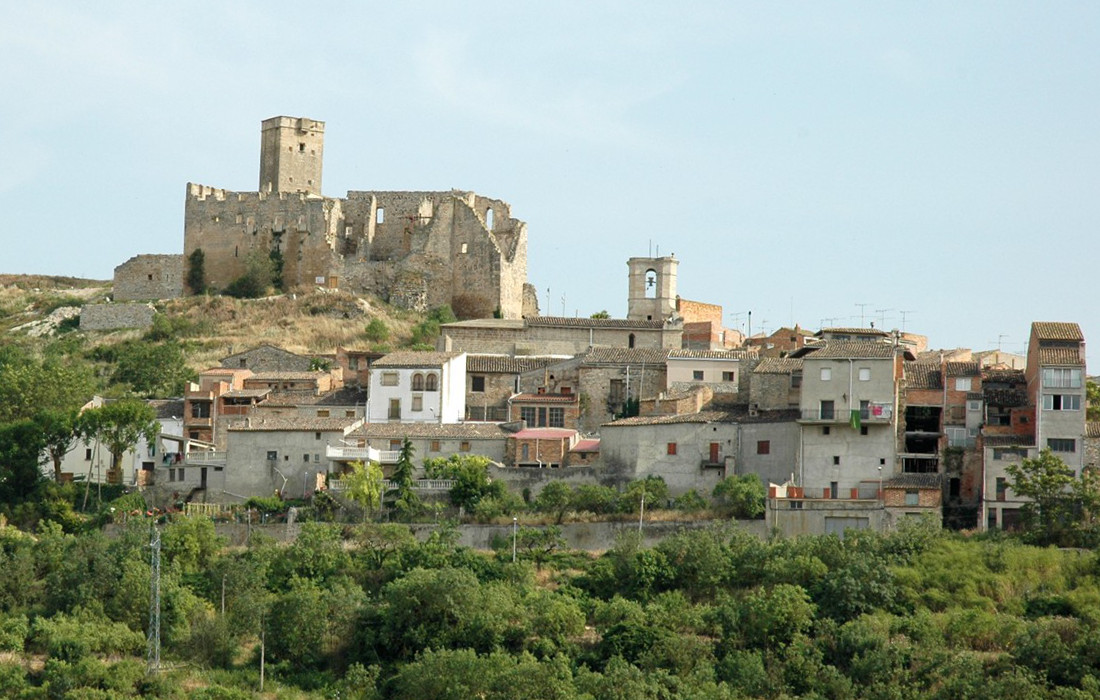
Castillo de Ciutadilla, provincia de Lérida.

Escudo del municipio de Ciutadilla, provincia de Lérida.

El Marquesado de Ciutadilla es un título nobiliario español creado por el rey Felipe V el 10 de julio de 1702, a favor de José de Meca-Caçador y de Cartella, señor consorte de Ciutadilla. 
Militar de profesión, participó en la Guerra de sucesión primero en el bando borbónico - fue cuando Felipe V le creó I marqués de Ciutadella en 1702 - y luego pasó al bando austracista - el candidato Carlos le nombró I conde de Ciutadilla en 1706 y I marqués de Ciutadilla en 1707. En 1713, considerando inevitable la derrota austracista, huye de la ciudad y se refugia en su castillo de Castellar del Vallés. Estuvo casado con Isabel de Cardona-Rocabertí y de Guimerá, baronesa de Sant Mori y señora de Ciutadilla. Falleció en Barcelona, en fecha desconocida.

## Marqueses de Ciutadilla
|                            | Titular                                                | Periodo                    |
| Creado por el rey Felipe V | Creado por el rey Felipe V                             | Creado por el rey Felipe V |
| -------------------------- | ------------------------------------------------------ | -------------------------- |
| I                          | José de Meca-Caçador y de Cartella                     | 1702-                      |
| II                         | Antonio de Meca-Caçador y Cardona-Rocabertí            |                            |
| III                        | ... de Meca-Caçador y ...                              |                            |
| IV                         | José de Clariana y de Meca-Caçador                     |                            |
| V                          | María Teresa Josefa de Clariana y de Montaner-Sanglada |                            |
| VI                         | Francisco de Paula Gassol de Sentmenat y de Clariana   | -1845                      |
| VII                        | Joaquín María Gassol de Sentmenat y de Villalonga      | 1845-1857                  |
| VIII                       | Ramón de Sentmenat y Despujol                          | 1857-1892                  |
| IX                         | Joaquín de Sentmenat y Patiño                          | 1892-                      |
| X                          | Joaquín de Sentmenat y Sarriera                        | -1968                      |
| XI                         | María de las Mercedes de Sentmenat y Sarriera          | 1968-1971                  |
| XII                        | Joaquín Sagnier y de Sentmenat                         | 1971-2002                  |
| XIII                       | Joaquín Sagnier y de Taramona                          | 2002-actual titular        |

## Historia de los marqueses de Ciutadilla
- José de Meca-Caçador y de Cartella (? - Barcelona), señor consorte y I marqués de Ciutadilla, barón consorte de Sant Mori, señor del castillo de Castellar del Vallés.

1. Casó con Isabel de Cardona-Rocabertí y de Guimerá, baronesa de Sant Mori, señora de Ciutadilla. Le sucedió su hijo:

- Antonio de Meca-Caçador y de Cardona-Rocabertí, II marqués de Ciutadilla.

1. Le sucedió su hija:

- ... de Meca-Caçador y ..., III marquesa de Ciutadilla.

1. Casó con José de Clariana y de Gualbes (1686-1746), II conde de Múnter, barón de Sant Juliá de Bellpuig, señor de Plegamans, Altarriba y Sala de Vilalleons. Le sucedió su hijo:

- José de Clariana y de Meca-Caçador, IV marqués de Ciutadilla, III conde de Múnter.

1. Le sucedió su hija:

- María Teresa Josefa de Clariana y de Montaner-Sanglada, V marquesa de Ciutadilla, IV condesa de Múnter.

1. Casó con Juan Antonio de Sentmenat y de Boixadors (1728-1781), III marquès de Sentmenat. Le sucedió su hijo:

- Francisco de Paula Gassol de Sentmenat y de Clariana (1764-1845), VI marqués de Ciutadilla, IV marqués de Sentmenat, V conde de Múnter.

1. Casó con María Antonia de Vilallonga y Grimau. Le sucedió su hijo:

- Joaquín María Gassol de Sentmenat y de Villalonga (1800-1884), VII marqués de Ciutadilla, V marqués de Sentmenat grande de España, VI conde de Múnter.

1. Casó con María Francisca Despujol y Ferrer de Sant Jordi.

En el Condado de Múnter le sucedió su hijo primogénito Joaquín de Sentmenat y Despujol, VII conde de Múnter, quien falleció sin descendencia, sucediéndole su sobrino paterno Joaquín de Sentmenat y Patiño (1863-1924), hijo de su hermano Ramón de Sentmenat y Despujol (1829-1892).
En el Marquesado de Ciutadilla y en el Marquesado de Sentmenat con Grandeza de España le sucedió su hijo menor:
- Ramón de Sentmenat y Despujol (1829-1892), VIII marqués de Ciutadilla, VI marqués de Sentmenat grande de España.

1. Casó con Inés de Patiño y de Osorio. Le sucedió su hijo:

- Joaquín de Sentmenat y Patiño (1863-1924), IX marqués de Ciutadilla, VII marqués de Sentmenat grande de España, VIII conde de Múnter.

1. Casó con Joaquina de Sarriera y de Vilallonga.

En el Condado de Múnter le sucedió su hija María de las Mercedes de Sentmenat y Sarriera (1899-1992), IX condesa de Múnter.
En el Marquesado de Ciutadilla y en el Marquesado de Sentmenat con Grandeza de España, le sucedió su hijo:
- Joaquín de Sentmenat y Sarriera (1893-1968), X marqués de Ciutadilla, VIII marqués de Sentmenat grande de España.

1. Casó con María de la Soledad Osorio de Moscoso y Reynoso (1901-1975), IV duquesa de Santángelo grande de España. Era hija de Francisco de Asís Osorio de Moscoso y Jordán de Urríes, XIX duque de Sessa, XIX duque de Maqueda, XIX marqués de Astorga, XII marqués del Águila, XXI conde de Trastámara, XVI conde de Altamira, XXI conde de Cabra, y de María de los Dolores Reynoso y Queralt, XI condesa de Fuenclara. Sin descendencia. Le sucedió su hermana:

- María de las Mercedes de Sentmenat y Sarriera (1899-1992), XI marqués de Ciutadilla, IX marqués de Sentmenat grande de España, IX condesa de Múnter.

1. Casó con Antonio Sagnier y Costa.

En el Condado de Múnter le sucedió su hijo menor: Luis Sagnier y de Sentmenat (1933-2005), X conde de Múnter.
En el Marquesado de Ciutadilla y en el Marquesado de Sentmenat con Grandeza de España, le sucedió su hijo primogénito:
- Joaquín Sagnier y de Sentmenat, XII marqués de Ciutadilla, X marqués de Sentmenat grande de España.

1. Casó primera vez con María del Pilar de Taramona y de Sarriera (1933-), de cuyo matrimonio nacieron una hija y tres hijos: Alejandra Sagnier y de Taramona, Joaquín Sagnier y de Taramona, Antonio Sagnier y de Taramona y Alonso Sagnier y de Taramona, y casó en segundas nupcias con María Victoria Monche Maristany (1944-).

Mantiene el Marquesado de Sentmenat y la Grandeza de España que va unida al título.
En el Marquesado de Ciutadilla, le sucedió inter vivos, el 10 de diciembre de 2002, su hijo primogénito:
- Joaquín Sagnier y de Taramona, XIII marqués de Ciutadilla.[2]

ACTUAL MARQUÉS DE CIUTADILLA